# 臺中市快捷巴士藍線
臺中市快捷巴士藍線（簡稱臺中BRT藍線）是臺中市快捷巴士系統中唯一營運過的路線。原本的最終規劃路線為屯區藝文中心至臺中港旅客服務中心；唯一營運過的路段為優先路段（自臺中車站沿臺灣大道至靜宜大學，全長17.2公里），2013年8月8日動工，2014年7月27日通車，2015年7月7日中止營運，轉換為臺中市優化公車專用道。路線全程除臺灣大道一段（原中正路）及秋紅谷站－福安站間外，均設有專用道，僅限BRT車輛及緊急車輛通行。臺中市快捷巴士藍線採用雙節式大客車，是台灣第一條也是當時唯一一條的雙節式大客車路線。

## 概況
預估造價新臺幣33億元，已通車部分約20億元（平均每公里1.156億元，約捷運的1/25），交通部補助6500萬設計監造費。興建BRT的20億元經費中，其中十九億是用於臺中火車站至靜宜大學之BRT藍線興建費用，另外一億元則是用於其餘BRT五線之基本設計的費用。關於BRT車站的興建經費；一座白海豚月台造價一千八百九十六萬元，其中八百多萬是月台站體空殼，而內建設備則要價一千多萬元。
臺中市政府於 100 年完成《中港路規劃快捷巴士系統（BRT）之可行性研究》後，初步規劃臺灣大道最外側的快車道為BRT專用道，慢車道取消路邊停車格，改為兩個車道，而原本小客車行駛的車道數（雙向8車道）仍然維持不變。於啟用路段上，臺中市快捷巴士的興建對於臺灣大道，臺中火車站至靜宜大學的車道變更，僅由3快車道+1慢車道調整為2快車道+2慢車道。有關部分路段並未設置BRT專用道的原因是基於中區民眾意見以及路廊較小，例如在臺中火車站至五權路之間路段不設置BRT專用道。臺中快捷巴士BRT藍線優先路段及站位規劃參照臺中市政府交通局公告。
營運模式：以靜宜大學－臺中火車站－靜宜大學的方式循環運行：BRT在靜宜大學東行站發車後，沿著臺灣大道(原中棲路)往臺中火車站的方向行駛，於臺灣大道五段上向東，直至臺中火車站前建國路右轉，再由中山路口做180度大迴轉後，駛入臺中火車站站前廣場的BRT月台，提供乘客上下車。回程則依原路往西行駛，直至靜宜大學西行站後，將會清車並不再提供載客，進入待命、等候靜宜大學東行站發車或收班返回車廠，而除單一站體的臺中火車站，與單向的第二市場／仁愛醫院站外，其他車站東西行站體分離並不連通，而可理解成一條長度約34公里靜宜大學－東行方向－臺中火車站－西行方向－靜宜大學的單向路線，以U型「折疊」於臺灣大道。
BRT車站採簡約設計，故未設置廁所供旅客使用，部分車站與時段有現場服務人員可提供諮詢服務，旅客也可透過對講機向服務人員諮詢與求助
|  |

## 特徵
在2014年7月27日至2015年7月7日止，除因免費搭乘而有部分車外收費未能啟用（單程票售票機、票卡查詢機、補票機均從未啟用參見下文）與月台門外，其餘均符合BRT的條件。

## 歷史
2010年
- 7月19日：臺中市政府宣布BRT興建計畫，交通部核定興建臺中市首條公車捷運（BRT），全長廿公里，造價十二億元，從臺中火車站出發，沿臺中港路（已併入臺灣大道）到東海大學，並延伸到臺中市沙鹿、大里與太平地區，即為BRT藍線。

2011年
- 1月20日：市府交通局長林良泰指出，3月就會向交通部申請藍線BRT設計經費，此線造價便宜且工期短，順利的話可趕在104年讓藍、綠線同步通車。
- 3月28日：交通局捷運工程處表示，已向交通部爭取100年度6800萬BRT細部設計及監造經費，預計藍線年底完成BRT可行性研究[11]。

2012年
- 2月：完成BRT藍線委託細部設計及監造技術服務發包。交通部公佈修正後之《道路交通安全規則》，自此雙節低底盤公車得以合法上路[12]。
- 4月：完成BRT藍線專案管理與後續路網可行性研究及規劃簽約[12]。

2013年
- 3月7日：雙節車輛財務採購案決標[13]：參與評的選廠商均屬柴油引擎動力的車輛，由「雲從龍實業有限公司」得標[14]。
- 6月7日：機電標決標公告，由「華電聯網股份有限公司」得標[15]。
- 6月26日：土建水環工程決標公告，由「德昌營造股份有限公司」得標[16]。
- 7月17日：位於梧棲的BRT車體維修中心「土建工程」動工[17]。
- 8月：土建工程靜宜大學至東海大學段動工，2013年8月8日動工，全線預計2014年3月通車[4]。
- 10月：東海大學至安和路段開始施工，臺中快捷巴士實體車亮相
- 11月：安和路至忠明路段開始施工[18]。
- 12月：臺灣大道與美村路口西行方向禁止左轉[19]。
- 12月31日：東海至靜宜段試運轉順利[20]。

2014年
- 2月：臺灣大道於文心路口東行方向（往火車站方向）實施禁止左轉[21]。
- 3月31日：優先路段全線進行試運轉[22]。
- 6月28日：開放試乘[23]。
- 7月24、25日：延伸線的兩條北延路段開始規劃；大甲市區路段將設置BD01（臺鐵大甲站）、BD02（中山路一段、經國路、義和二街路口）、BD03（中山路與中華北路路口）、五權路口（增設站，中華路、五權路及五權東路路口）、鰲峰路口（增設站，中華路與鰲峰路路口）及BD04等五個站點；另一條臺中航空站路段則始於臺灣大道與三民路口，將直達臺中機場航廈站[24]。
- 7月27日：藍線正式開放搭乘，市政府提供一年不限公里免費。開始使用的車站包括A01臺中火車站、A06中正國小（西行站）、A10市政府、A12秋紅谷、A17榮總／東海大學、A18東海別墅、A19坪頂、A20正英路、A21弘光科技大學、A22晉江寮、A23靜宜大學，共11站20個站位[2][25][26]。
- 7月29日：啟用BRT秋紅谷站與BRT福安站附近3處廣兼停用地（福順、協和及朝馬停車場）做為國道自有車與BRT間的停轉乘（Park and Ride, P&R）旅客之配套停車場站[27]。
- 8月8日：原訂8月10日開放的與A11新光／遠百站提早於8月8日19:00開放搭乘[28]。
- 8月10日：啟用A06中正國小（東行站）、A07科博館、A08忠明國小、A09頂何厝、A11新光／遠百站開放搭乘[29][25]。
- 8月17日：藍線優先路段除A02彰化銀行、A03仁愛醫院站外，所有車站皆啟用開放搭乘[30]。
- 9月1日：彰化銀行站的設置已通過都市計畫審議，近期會進行發包作業[31]。
- 9月30日：A03仁愛醫院站啟用。
- 10月1日：藍線優先號誌系統啟用[32]。
- 11月1日：公佈西延線的場站設計圖與站位[33][34]。
- 11月11日：啟動臺中BRT海線先導車，週一至週五從靜宜大學站發車，往大甲幼獅工業區（停靠紅竹巷、沙鹿高工、中港國小、中華鰲峰路口、中華五權路口、菁埔里、外水尾、大甲火車站及幼獅工業區）以及往梧棲臺中港旅客服務中心（停靠紅竹巷、沙鹿高工、中港國小、邱厝庄、梧棲國小、港務大樓及臺中港旅客服務中心）每日各5個班次，以開放試乘來了解未來西延與北支線的交通狀況[35]。
- 12月26日：因發車時間和班次間距等因素，臺中BRT海線先導車路線的設置頗受爭議。在路線測試一個多月後停駛[36]。

2015年
- 1月6日：海線先導車復駛，並調整中港線發車時刻[37]。
- 2月1日：海線先導車停駛。
- 3月23日：台中市政府BRT體檢小組提出體檢報告，台中市長林佳龍裁定BRT專用車道將在同年7月8日改為公車專用道[38]，並同時宣布中止臺中市快捷巴士計畫。
- 6月11日：開始陸續拆除各車站第二月台欄杆與站外的BRT字樣，並修改專用道上的相關設施。
- 7月7日：晚間11點末班車到終點站後，臺中市快捷巴士藍線中止營運。
- 7月8日：台中市長林佳龍廢除BRT，並將BRT車道改為臺中市優化公車專用道，由臺灣大道幹線公車取代行駛，原藍線民營車輛改為台中市公車300路[39]。
- 7月13日：林佳龍在市政會議上的說詞表示:「雖然對原本搭乘BRT藍線的民眾來說速度變慢，但對於慢車道的機車族和海線的民眾受惠許多，『不能為少數人搭車速度變快，讓其他人受害』」。[40]

## 車站

### 優先路段（中止營運）
| 編號                                             | 車站名稱                |                                                       | 車站位址                                           | 前站距離(m) | 行政區 | 備註                          |
| ------------------------------------------------ | ----------------------- | ----------------------------------------------------- | -------------------------------------------------- | ----------- | ------ | ----------------------------- |
| BRT藍線（優先路段） 為曾經營運車站，目前中止營運 |                         |                                                       |                                                    |             |        |                               |
| A01                                              | 臺中火車站              | Taichung Railway Station                              | 臺灣大道一段／建國路口 （站前廣場）                | -           | 中區   | 臺中車站                      |
| A02                                              | 彰化銀行 （曾計畫興建） | Chang Hwa Bank                                        | 臺灣大道一段／自由路口                             | 400         | 中區   | - 東行單邊設站                |
| A03                                              | 第二市場／仁愛醫院      | Second Market Place/Jen-Ai Hospital                   | 臺灣大道一段／ 大誠街、柳川東路、興中街口          | 550         | 中區   | - 西行單邊設站 - 興中行控中心 |
| A05                                              | 茄苳腳                  | Qie Dong Jiao                                         | 臺灣大道二段／ 篤信街、梅川西路口                  | 820         | 西區   |                               |
| A06                                              | 中正國小                | Chung-Cheng Elementary School                         | 臺灣大道二段／ 英才路、大仁街口                    | 700         | 西區   |                               |
| A07                                              | 科博館                  | National Museum of Natural Science                    | 臺灣大道二段／ 健行路、美村路、中興街口            | 450         | 西區   |                               |
| A08                                              | 忠明國小                | Chung-Ming Elementary School                          | 臺灣大道二段／ 忠明路、忠明南路口                  | 450         | 西區   |                               |
| A09                                              | 頂何厝                  | Ding He Cuo                                           | 臺灣大道二段／ 漢口路、東興路口                    | 450         | 西屯區 |                               |
| A10                                              | 市政府                  | Taichung City Hall                                    | 臺灣大道三段／文心路口                             | 800         | 西屯區 | █ MRT綠線（當時興建中）       |
| A11                                              | 新光／遠百              | Shin Kong Mitsukoshi/Top City Dept. Store             | 臺灣大道三段／ 惠來路、弘孝路口                    | 700         | 西屯區 |                               |
| A12                                              | 秋紅谷                  | Maple Valley Park                                     | 臺灣大道三段／朝富路口                             | 600         | 西屯區 |                               |
| A13                                              | 福安                    | Fu-An                                                 | 臺灣大道四段／安和路口                             | 1900        | 西屯區 |                               |
| A14                                              | 中港新城                | Zhonggang New Community                               | 臺灣大道四段／中工三路口                           | 600         | 西屯區 |                               |
| A15                                              | 澄清醫院                | Cheng Ching Hospital                                  | 臺灣大道四段／ 中工二路、福康路口                  | 350         | 西屯區 |                               |
| A16                                              | 玉門路                  | Yumen Rd.                                             | 臺灣大道四段／玉門路口                             | 800         | 西屯區 |                               |
| A17                                              | 榮總／東海大學          | Taichung Veterans General Hospital/Tunghai University | 臺灣大道四段／東大路口                             | 700         | 西屯區 |                               |
| A18                                              | 東海別墅                | Dong Hai Bie Shu Shopping District                    | 臺灣大道四段／ 國際街、東園巷(臺灣大道五段3巷)路口 | 1000        | 西屯區 |                               |
| A19                                              | 坪頂                    | Ping Ding                                             | 臺灣大道五段／遊園南、北路口                       | 800         | 龍井區 |                               |
| A20                                              | 正英路                  | Zhengying Rd.                                         | 臺灣大道五段／正英路口                             | 3000        | 沙鹿區 |                               |
| A21                                              | 弘光科技大學            | Hungkuang University                                  | 臺灣大道五段／ 弘光科技大學門口                    | 400         | 沙鹿區 |                               |
| A22                                              | 晉江寮                  | Jin Jiang Liao                                        | 臺灣大道六段／晉武路、東晉東路口                   | 500         | 沙鹿區 |                               |
| A23                                              | 靜宜大學                | Providence University                                 | 臺灣大道七段／ 靜宜大學門口                        | 600         | 沙鹿區 |                               |

### 西延伸段（曾實質規劃）
- 西延伸段車站英文名稱依現行臺中市市公車站牌英文名稱或英文譯義所編寫，並非臺中快捷巴士官網公告名稱。

| 編號                                                    | 車站名稱              |                                                           | 車站位址                     | 前站距離(m) | 行政區 | 備註         |
| ------------------------------------------------------- | --------------------- | --------------------------------------------------------- | ---------------------------- | ----------- | ------ | ------------ |
| BRT藍線（西延伸段） A24~A30為曾經規劃車站，目前規劃終止 |                       |                                                           |                              |             |        |              |
| A24                                                     | 紅竹巷                | Hongzhu Lane                                              | 臺灣大道七段／紅竹巷口       |             | 沙鹿區 |              |
| A25                                                     | 沙鹿高工              | Sha-Lu Industrial High School                             | 臺灣大道七段／光華路口       |             | 沙鹿區 |              |
| A26                                                     | 中港國小              | Zhonggang Elementary School                               | 臺灣大道八段／文明街口       |             | 梧棲區 |              |
| A27                                                     | 邱厝庄 （童綜合醫院） | Qiucuozhuang （Tungs MetroHarbor Hospital (Wuci Branch)） | 臺灣大道八段／ 文華街194巷口 |             | 梧棲區 |              |
| A28                                                     | 梧棲國小              | Wuci Elementary School                                    | 臺灣大道九段／梧棲路口       |             | 梧棲區 |              |
| A29                                                     | 港務大樓              | Taichung Harbor Bureau                                    | 臨港路三段／中橫一路口       |             | 梧棲區 |              |
| A30                                                     | 臺中港旅客服務中心    | Taichung Harbor Passenger Service Center                  | 中橫一路／中二路口           |             | 梧棲區 |              |
| 機廠                                                    | 梧棲機廠              |                                                           | 大仁路／四維路口             |             | 梧棲區 | 梧棲行控中心 |

## 當時服務介紹
營運時間
臺中火車站：6:00~23:00；靜宜大學：5:00~22:45（尖峰3分鐘一班，離峰6分鐘一班）
停車場
交通局於中山高速公路臺中交流道兩側的BRT秋紅谷站與BRT福安站附近3處廣兼停用地（廣兼停98、120、120-1）做為BRT停轉乘旅客之配套停車場站，於訂2014年7月29日啟用，共約可提供300格汽車位（含7格身障汽車位），提供搭乘BRT及市公車民眾5折停車費優惠（凡使用悠遊卡、一卡通、臺灣通、ETC等四卡通，兩小時內皆可享有優惠）。

### 票證
收費系統

臺中BRT單程票售票機螢幕畫面

BRT的特徵之一為車外收費，故依原始規劃設計，臺中市快捷巴士BRT藍線全線，是比照捷運，採用半封閉式車外收費系統，透過自動閘門進出月台，以加快上下車效率，月台區設有月台門，每一出口有3個閘門，採左邊進出，中間閘門設置無障礙通道，供輪椅旅客或攜帶大件行李者等使用，每站皆可持非接觸式電子票證感應扣款，並設置單程票自動售票機與電子票證加值機，以觸控式螢幕操作，供無可使用電子票證的旅客投現金購買，與電子票證儲值使用，票卡查詢機可查詢票卡資訊，月台另設有補票機。
藍線BRT的月台，除單一站體臺中火車站外，均為東西行分離，並不連通，若要搭乘反方向折返，除東行方向車站搭車前往西行方向車站，可隨車經由臺中火車站折返至西行方向外，其餘皆須先出站後再走至對向車道的車站重新進站。2014年8月14日前為無需刷卡的直接免費搭乘，2014年8月14日後實施輔導進出站刷卡搭乘。
車票
可使用悠遊卡、一卡通、臺灣通、ETC卡（後兩者已於2016年1月1日起停用），卡片餘額0元以上皆可使用，原始規劃尚包含單程票，是與台北／桃園／高雄捷運類似的硬幣型圓形IC代幣卡。
票價
依官方當時公布，臺中火車站－靜宜大學全程的核定票價為新臺幣45元，採里程計費。2014年7月27日通車後，臺中市政府原提供為期一年（2014年8月10日－2015年8月9日）的不限里程免費搭乘優惠措施，但優惠於2015年7月8日隨臺中快捷巴士系統取消而提前結束，而從未於BRT營運時期正式收費過。

### 使用車輛
使用車輛為Yutong ZK6180HG，是由河南宇通客車提供技術、臺灣宇通車業股份有限公司組裝、雲從龍實業有限公司銷售服務之國產雙節公車，其中引擎、底盤等約50%零件由宇通集團與德國猛獅集團技術合作並從歐洲進口；車體等約20%零件由中國大陸進口。車身長度達18公尺，尺寸為傳統公車的1.5倍，單輛設計載運人數為141人，座位34人(含駕駛)、立位107人。臺中快捷巴士使用之車號為261-U8~280-U8(優先路段)及949-U8~963-U8(西延段及機場延伸段)，車牌號碼刻意跳過不吉祥的4號尾數，共計32輛；如包含統聯客運、台中客運、巨業交通採購的雙節公車在內，則總共64輛，兩者之間的差異可由頭尾定位燈位置之塗裝辨識，臺中快捷巴士公司內部俗稱「白眉毛」。
根據雲從龍公司的簡報表示，臺中市BRT車輛採18公尺雙節式3門設計，全車可容納150人以上，採全低地板，引擎採用Commins ISM11E5 345型式，排放標準符合歐盟五期規定，變速箱、前後軸及轉向器皆為德國ZF公司製造，鉸接盤採用德國HÜBNER鉸接盤，車載系統符合臺灣車載資通訊產業協會(Taiwan Telematics Industry Association, 簡稱TTIA)規範，未來將打造舒適、無障礙的乘車環境。

### 優先號誌
臺中市快捷巴士藍線全線皆設置優先號誌，惟運作模式為相對優先，以降低對垂直路口燈號的拖延。
除了全線優先號誌外，尚設置4處BRT專用號誌，分別為「臺中火車站」進站與出站、「仁愛醫院站」出站、「臺灣大道五權路口」往臺中火車站方向及「臺灣大道朝富路口」秋紅谷站出站（東西行出站皆有設置），其專用號誌有較其他車輛號誌提前綠燈或延後紅燈之獨立運作特性。

## 圖片集

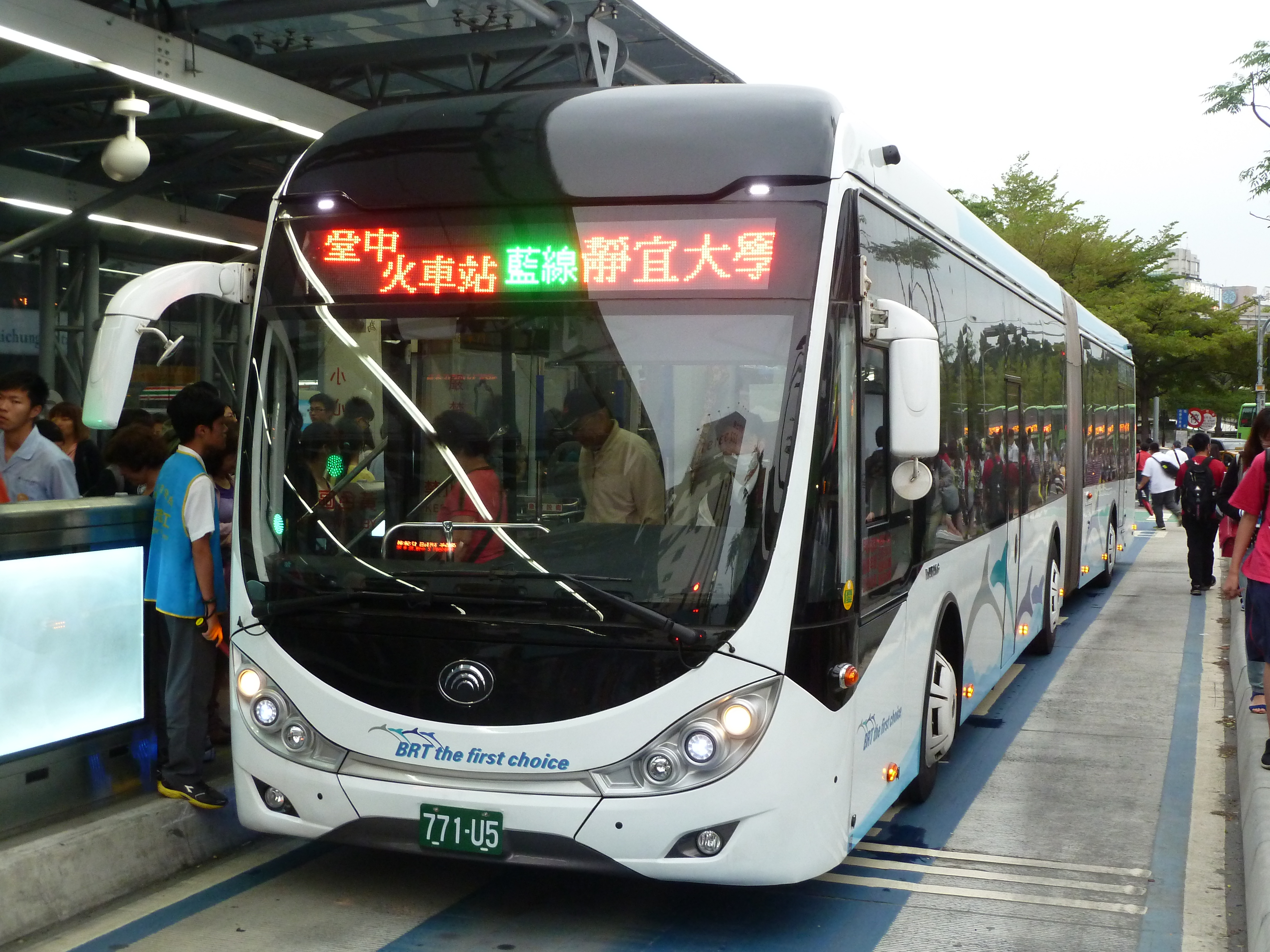
車頭行先看板尚未更改之車輛
車頭行先看板已經更改之車輛
臺中BRT海線先導路線（已取消）
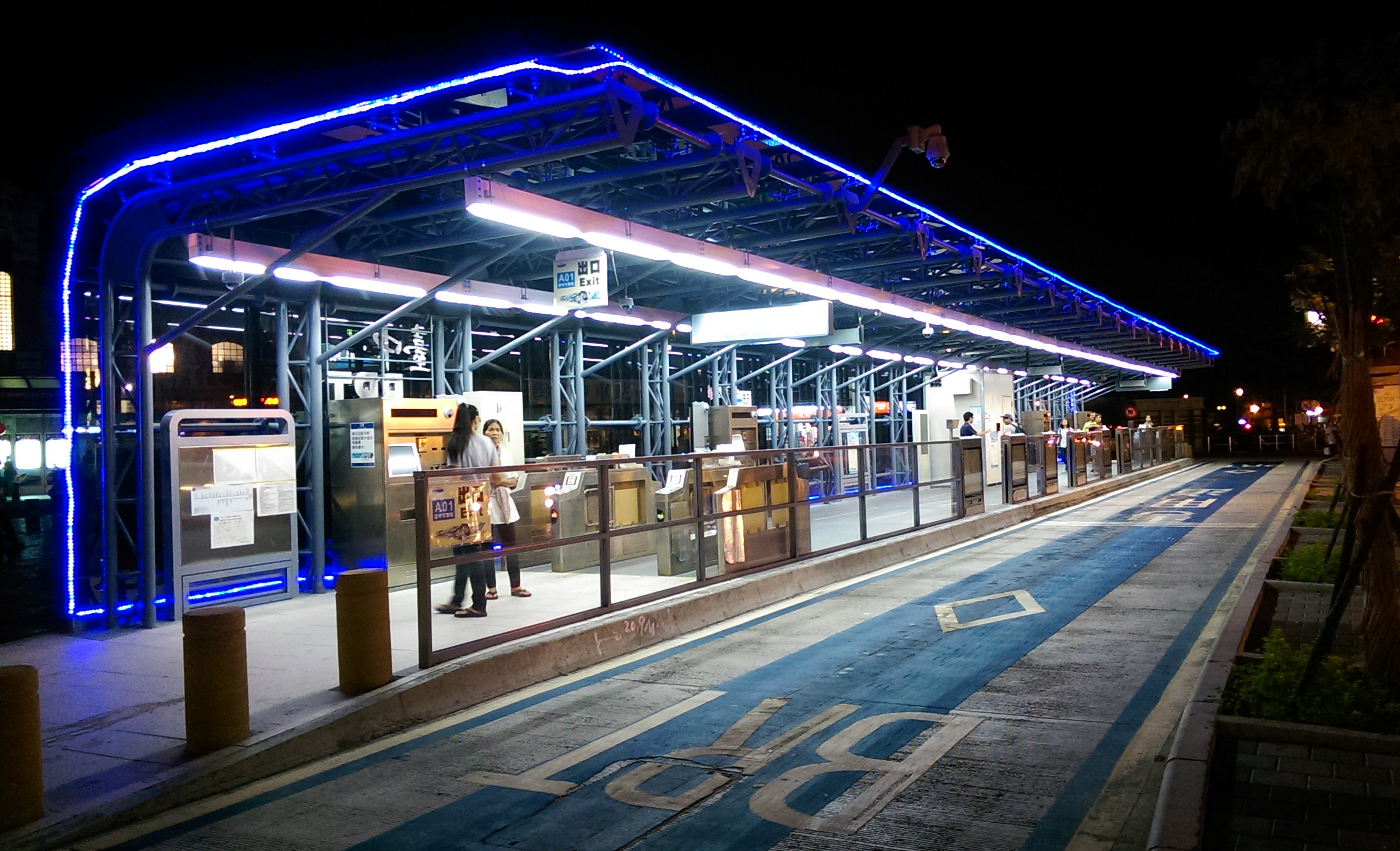
臺中火車站
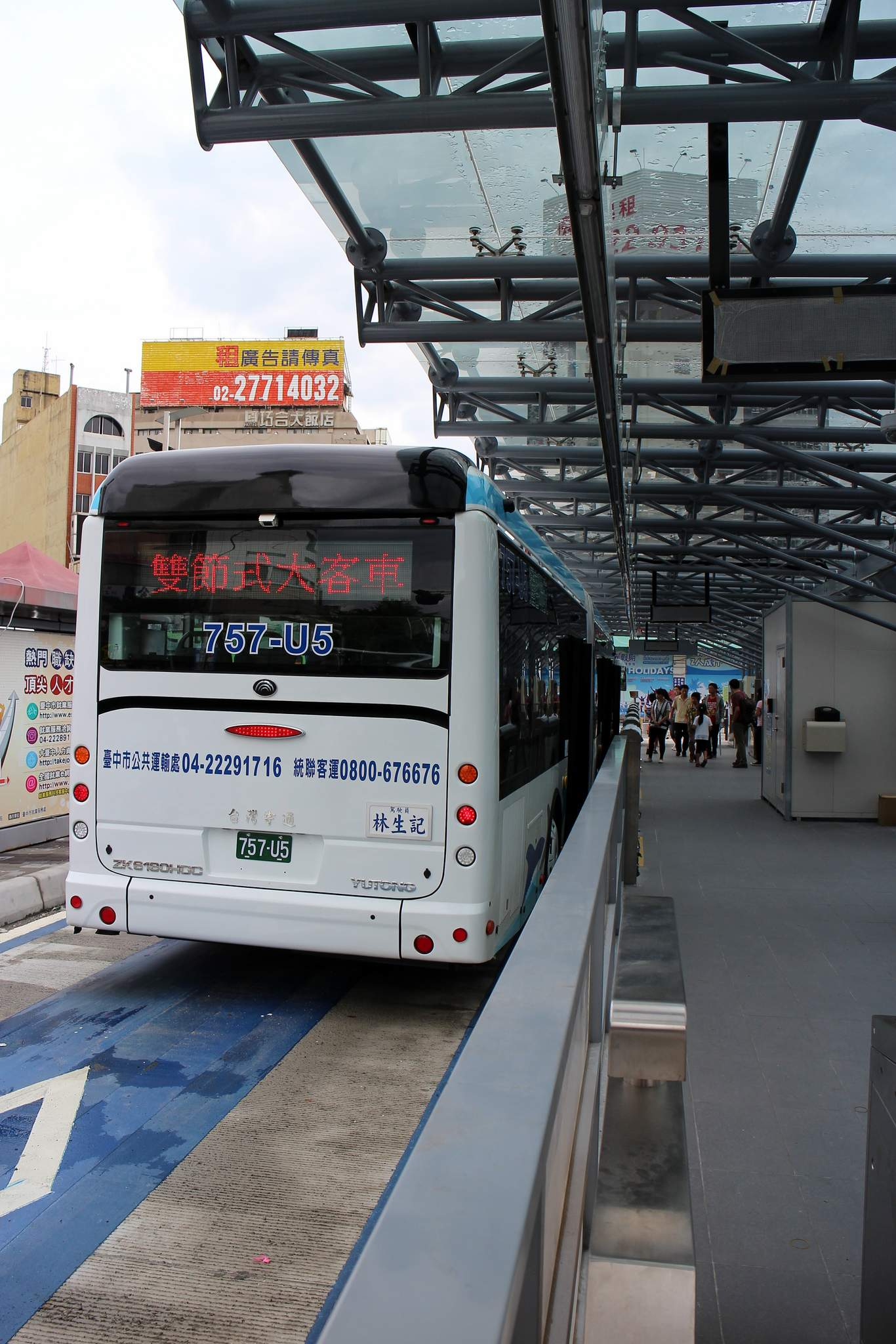
臺中火車站
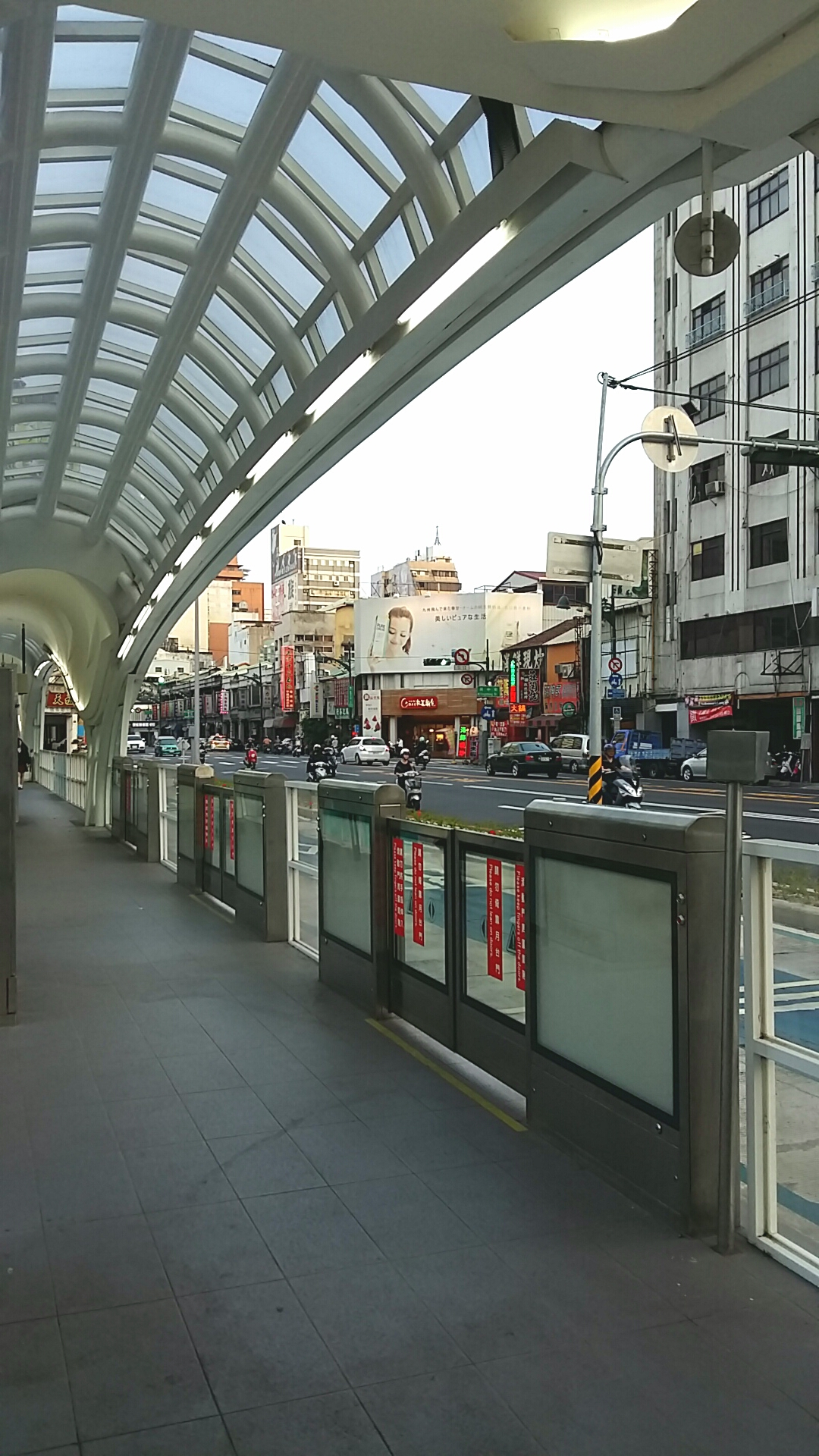
仁愛醫院站月台門全部關閉之安全狀態
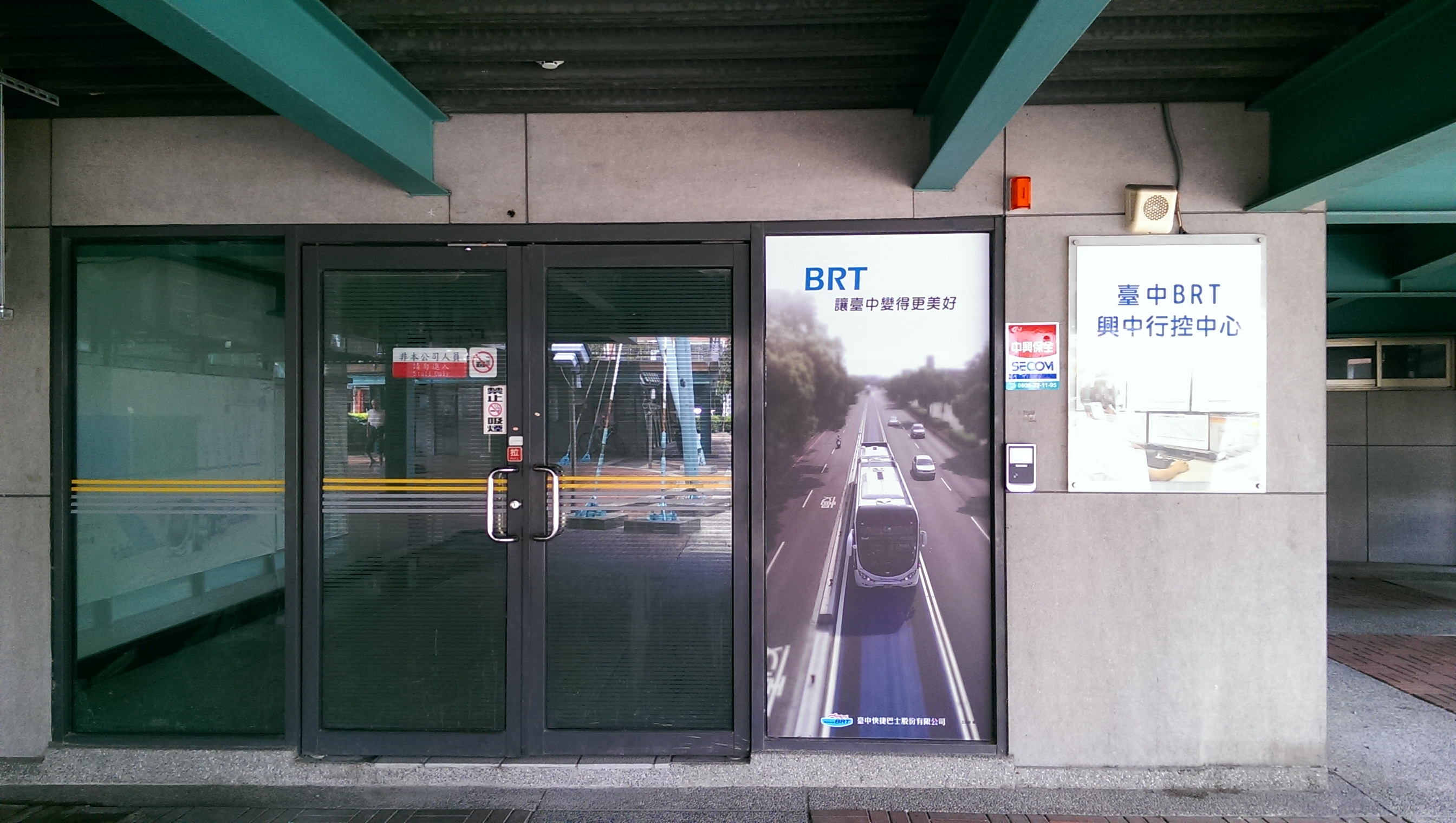
興中行控中心
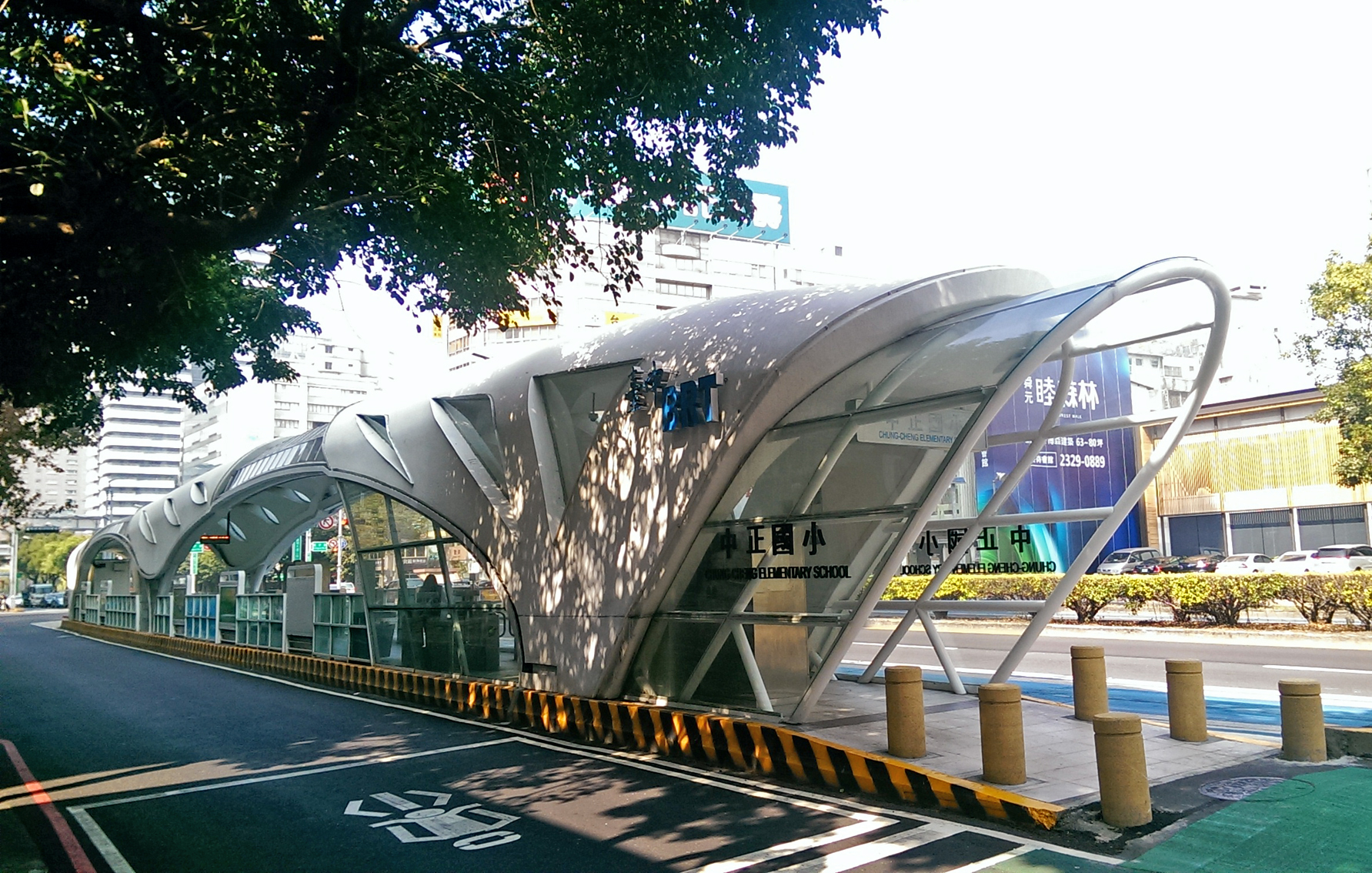
中正國小站
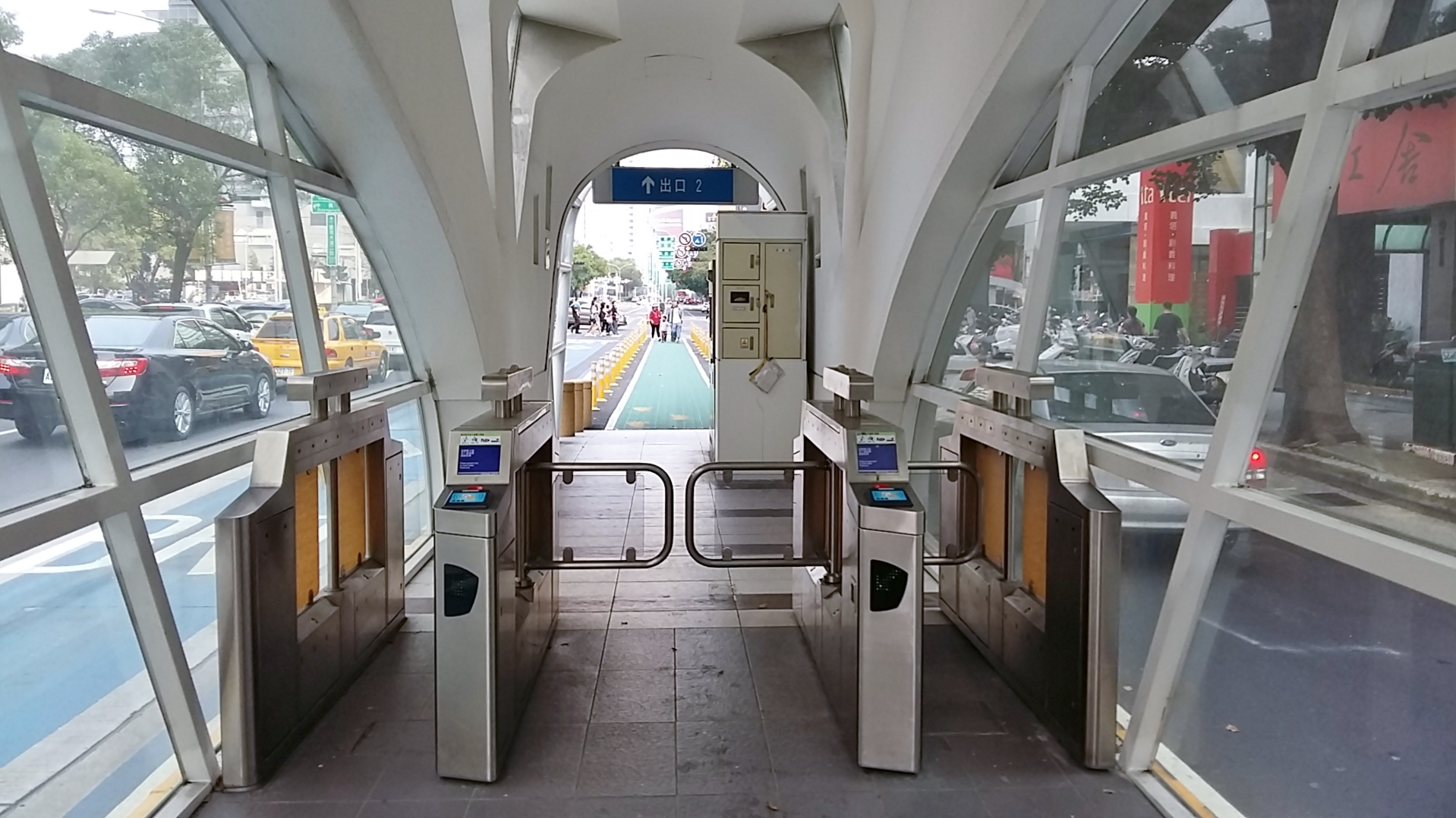
科博館站驗票閘門
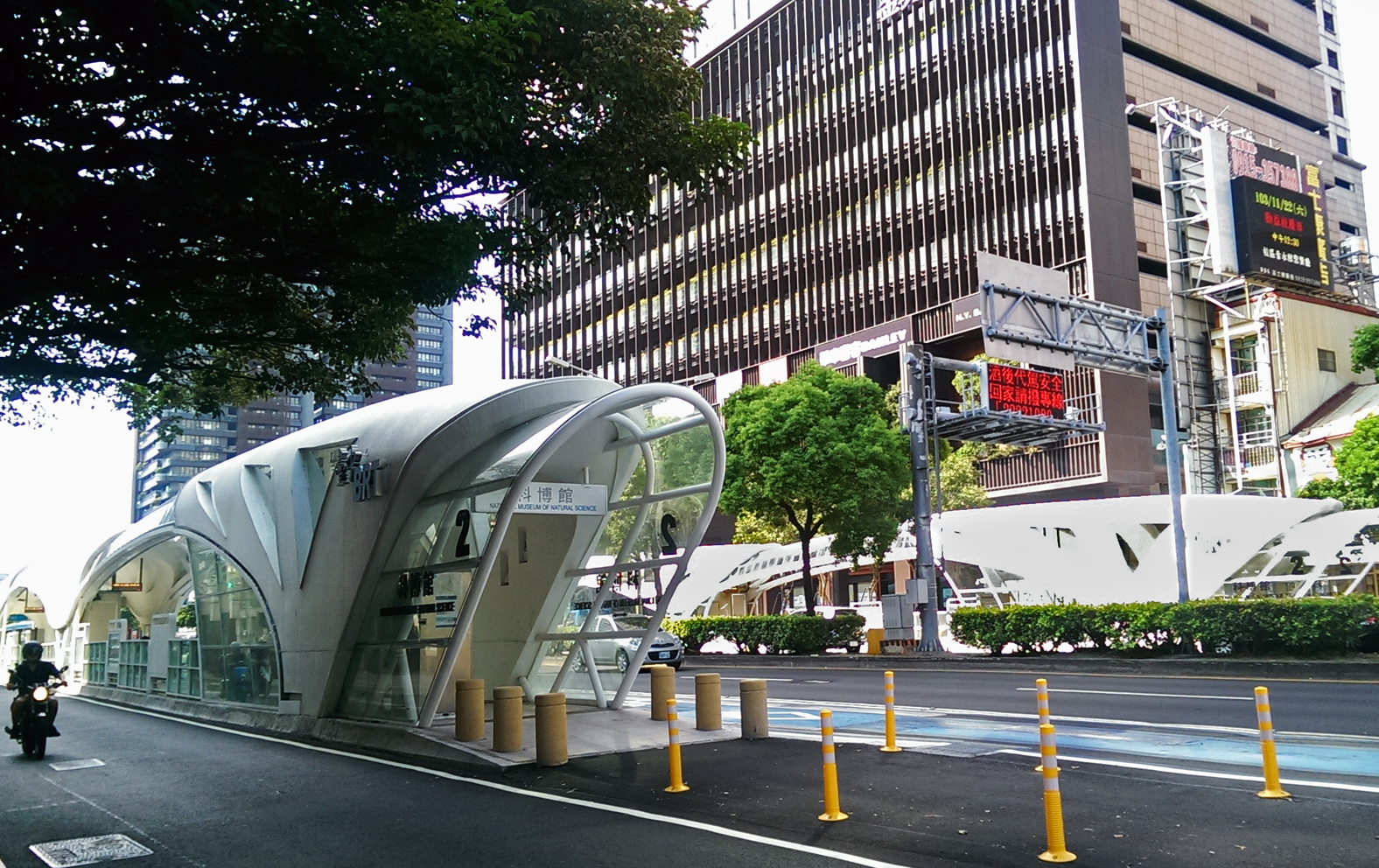
科博館站
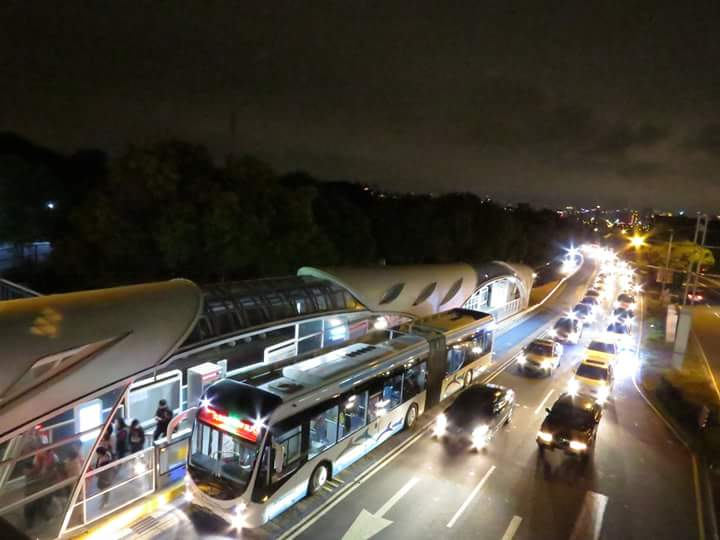
東海別墅站
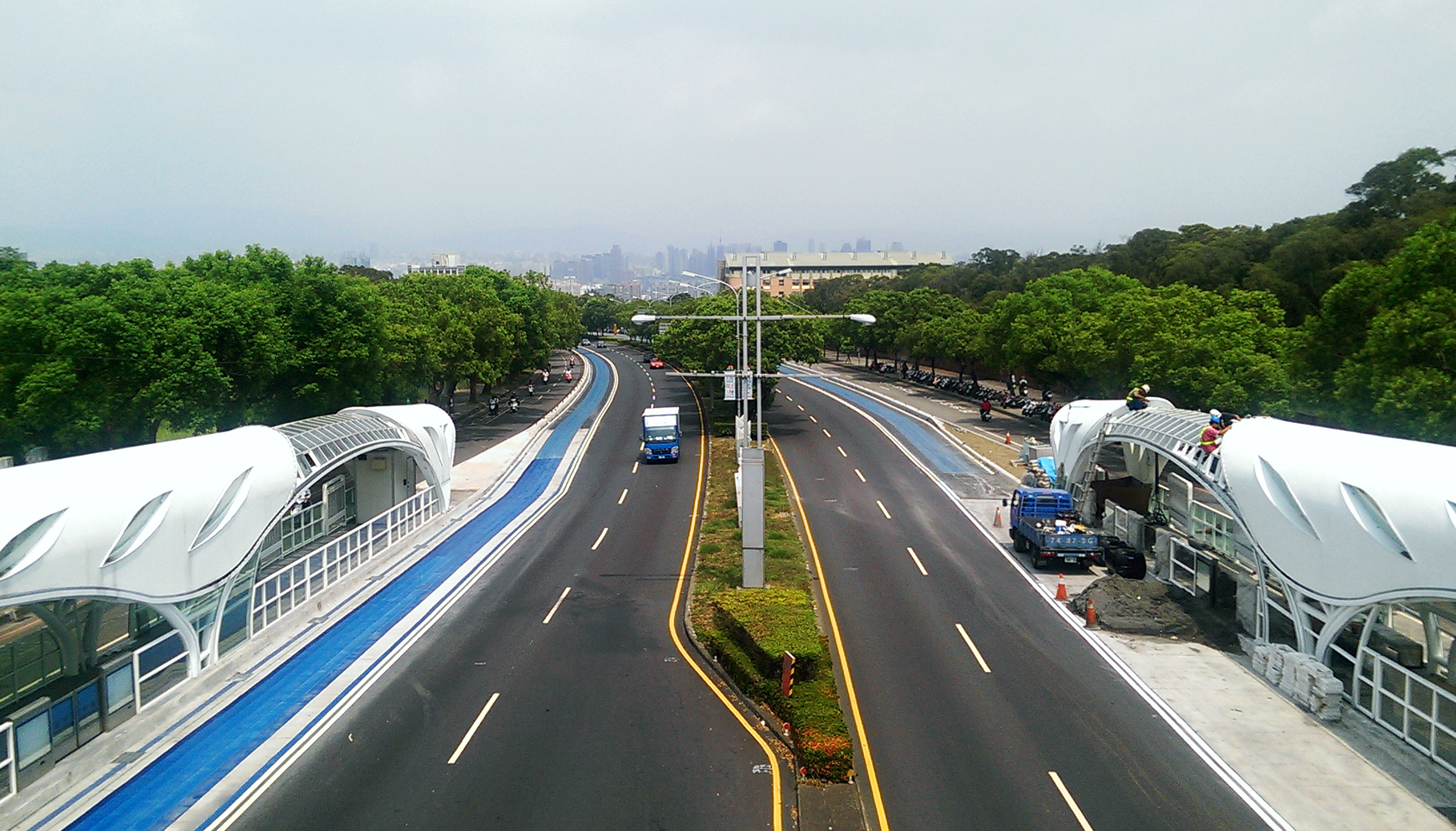
東海別墅站
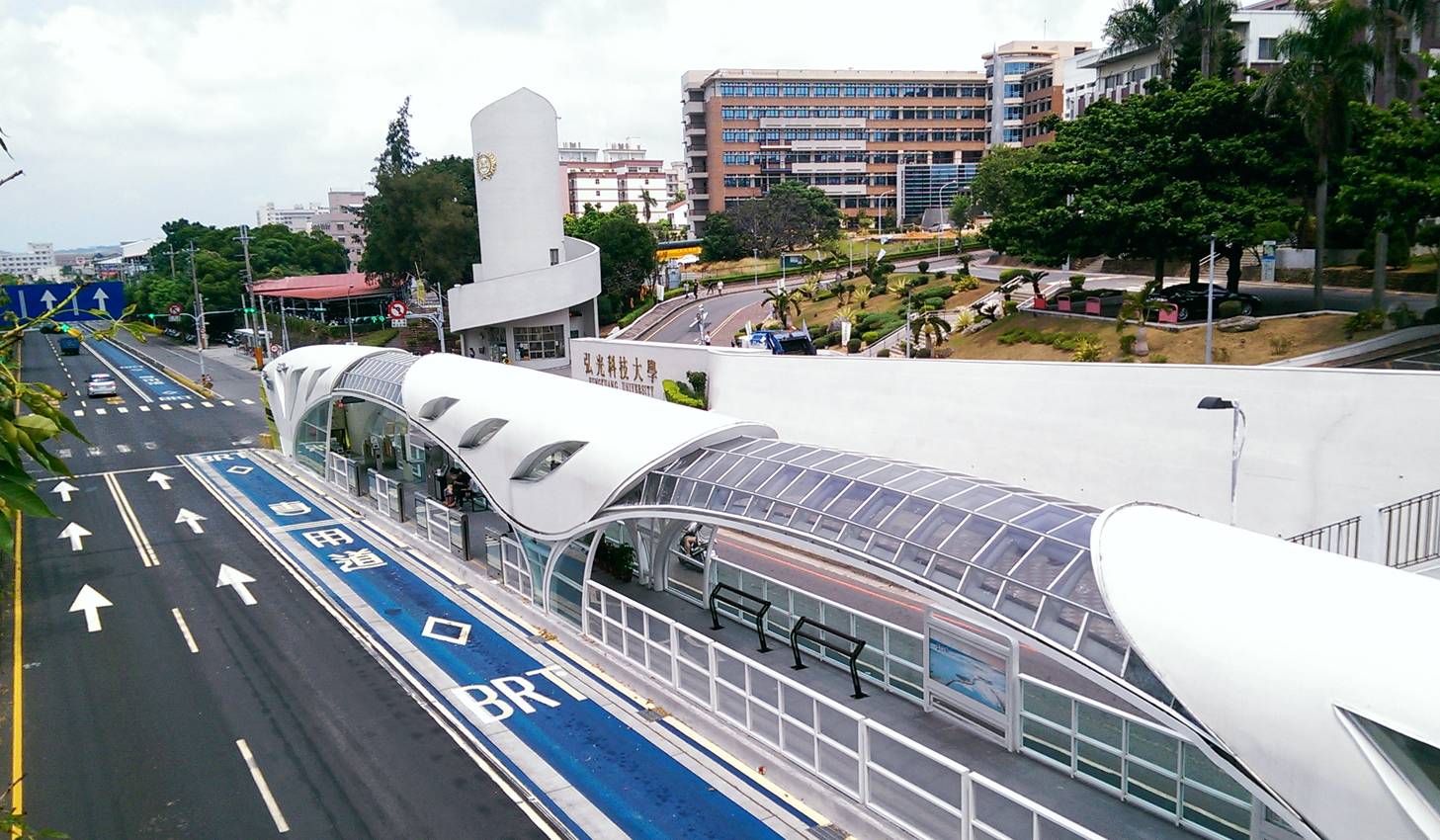
弘光科技大學站
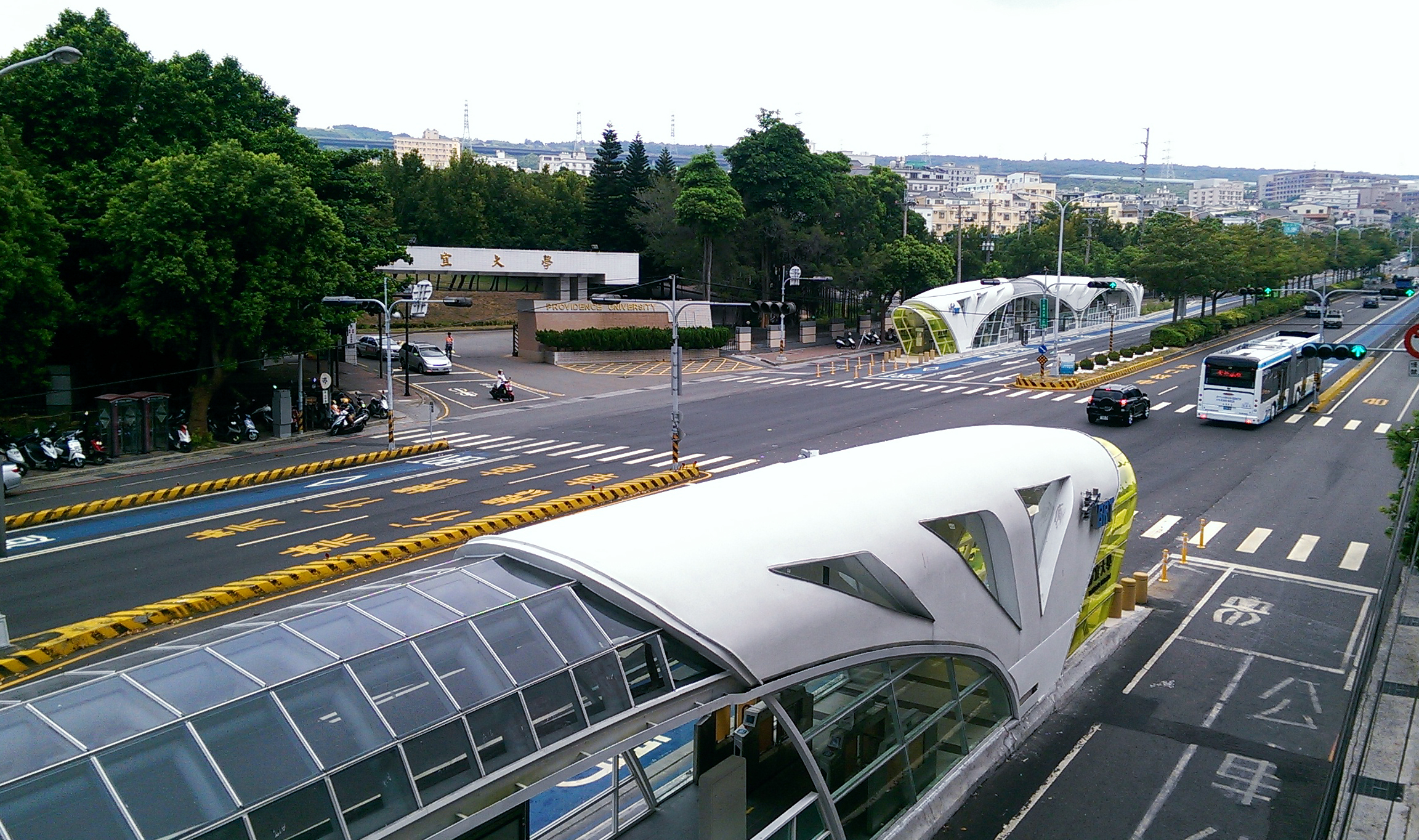
靜宜大學站
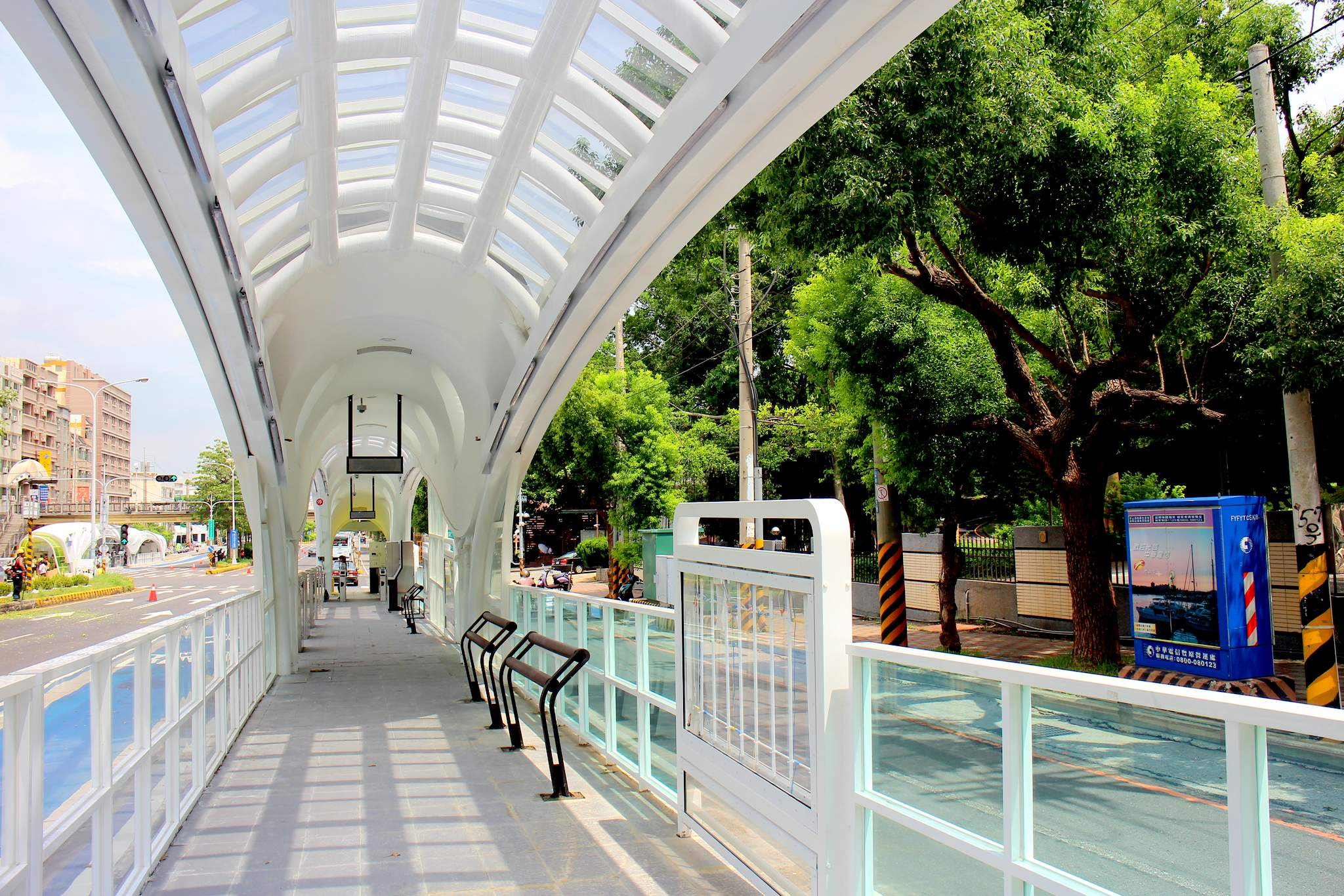
靜宜大學站

## 搭乘運量
2014年（民國103年）
|            | 7月27日下午~31日 | 8月   | 9月   | 10月  | 11月  | 12月  | 全年 103年度約5個月 |
| ---------- | ---------------- | ----- | ----- | ----- | ----- | ----- | ------------------- |
| 月運量     | 15萬             | 121萬 | 112萬 | 136萬 | 157萬 | 137萬 | 678萬人             |
| 平均日運量 | 3.3萬            | 3.9萬 | 3.7萬 | 4.4萬 | 5.2萬 | 4.4萬 | 132萬人             |

2015年（民國104年）
|            | 1月    | 2月    | 4月    | 4月    | 5月  | 6月  | 7月 1日~7日 | 全年 104年度約6個月 |
| ---------- | ------ | ------ | ------ | ------ | ---- | ---- | ----------- | ------------------- |
| 月運量     | 129萬  | 110萬  | 123萬  | 118萬  | －萬 | －萬 | －萬        | －萬人              |
| 平均日運量 | 4.16萬 | 3.92萬 | 3.96萬 | 3.93萬 | －萬 | －萬 | －萬        | －萬人              |

- 2015年7月8日起因BRT藍線已走入歷史，故7月運量僅計算至7月7日

## 外部連結
24°10′34″N 120°37′37″E / 24.176°N 120.627°E
- 臺中市快捷巴士公司（營運已結束）